# الطريق الجهوية رقم 110 (تونس)
الطريق الجهوية رقم 110 أو ط ج 110 طريق ثانوية ساحلية بالجنوب التونسي تصل بين الطريق الجهوية رقم 117 ومدينة جرجيس، وهي تمرّ بالقرى التالية: شماخ وصانغو وسويحل.